# VIIe législature des Cortes de Castille-La Manche
La VIIe législature des Cortes de Castille-La Manche est un cycle parlementaire des Cortes de Castille-La Manche, d'une durée de quatre ans, ouvert le 19 juin 2007 à la suite des élections du 27 mai précédent, et clos le 29 mars 2011.

## Bureau des Cortes
| Poste                  | Titulaire        | Parti | Parti | Circonscription |
| ---------------------- | ---------------- | ----- | ----- | --------------- |
| Président              | Francisco Pardo  |       | PSOE  | Albacete        |
| Premier vice-président | Jesús Fernández  |       | PSOE  | Tolède          |
| Second vice-président  | Vicente Tirado   |       | PP    | Tolède          |
| Première secrétaire    | Matilde Valentín |       | PSOE  | Albacete        |
| Second secrétaire      | Leandro Esteban  |       | PP    | Tolède          |

## Groupes parlementaires
| Nom | Nom               | Début | Fin | Porte-parole                             |
| --- | ----------------- | ----- | --- | ---------------------------------------- |
|     | Groupe socialiste | 26    | 26  | Santiago Moreno José Molina (27/05/2010) |
|     | Groupe populaire  | 21    | 21  | Ana Guarinos                             |

## Commissions parlementaires

### Initiales
| Commission                                                  | Président                         | Parti | Parti | Circonscription |
| ----------------------------------------------------------- | --------------------------------- | ----- | ----- | --------------- |
| Commissions permanentes législatives                        |                                   |       |       |                 |
| Commission des Affaires générales                           | José Molina                       | PSOE  |       | Albacete        |
| Commission de l'Économie et des Finances                    | Natalia Tutor                     | PP    |       | Tolède          |
| Commission de l'Agriculture                                 | Araceli Martínez                  | PSOE  |       | Guadalajara     |
| Commission de l'Éducation et de la Science                  | Felipe Rodríguez                  | PSOE  |       | Ciudad Real     |
| Commission de la Santé                                      | Rosa Melchor                      | PSOE  |       | Ciudad Real     |
| Commission du Bien-être social                              | Patrocinio Gómez                  | PSOE  |       | Albacete        |
| Commission de l'Aménagement du territoire et du Logement    | Manuela Galiano                   | PSOE  |       | Cuenca          |
| Commission de l'Industrie et de la Société de l'information | Ana Garrido                       | PSOE  |       | Tolède          |
| Commission de l'Eau                                         | Antonio Salinas                   | PSOE  |       | Ciudad Real     |
| Commission de l'Environnement et du Développement rural     | Ángeles Herreros                  | PSOE  |       | Ciudad Real     |
| Commission de Tourisme et de l'Artisanat                    | Francisco López                   | PSOE  |       | Cuenca          |
| Commission de la Culture                                    | Irene Fernández                   | PSOE  |       | Albacete        |
| Commission du Travail et de l'Emploi                        | Marta Abarca                      | PSOE  |       | Albacete        |
| Commission de la Justice et de la Protection citoyenne      | Marina Moya                       | PP    |       | Cuenca          |
| Commission de la Justice et de la Protection citoyenne      | Francisco Gil-Ortega (29/04/2008) | PP    |       | Ciudad Real     |
| Commission de la Femme                                      | Mercedes Giner                    | PSOE  |       | Tolède          |
| Commission de la Jeunesse et du Sport                       | Isabel Ruiz                       | PSOE  |       | Ciudad Real     |
| Commissions permanentes non-législatives                    |                                   |       |       |                 |
| Commission du Règlement et du Statut du député              | Francisco Pardo                   | PSOE  |       | Albacete        |
| Commission des Pétitions                                    | Nieves Arriero                    | PSOE  |       | Tolède          |
| Commission du Contrôle de RTVCM                             | Antonio Guijarro                  | PSOE  |       | Tolède          |

### Réforme du25 septembre 2008
| Commission                                                    | Président                     | Parti | Parti | Circonscription |
| ------------------------------------------------------------- | ----------------------------- | ----- | ----- | --------------- |
| Commissions permanentes législatives                          |                               |       |       |                 |
| Commission des Affaires générales                             | José Molina                   | PSOE  |       | Albacete        |
| Commission des Affaires générales                             | José María Calvo (25/06/2010) | PSOE  |       | Guadalajara     |
| Commission des Affaires européennes                           | Rosa Melchor                  | PSOE  |       | Ciudad Real     |
| Commission de la Coopération pour le développement            | Francisco López               | PSOE  |       | Cuenca          |
| Commission de l'Économie et des Finances                      | Natalia Tutor                 | PP    |       | Tolède          |
| Commission de l'Agriculture et du Développement rural         | Araceli Martínez              | PSOE  |       | Guadalajara     |
| Commission de l'Éducation et de la Science                    | Felipe Rodríguez              | PSOE  |       | Ciudad Real     |
| Commission de la Santé et du Bien-être social                 | Patrocinio Gómez              | PSOE  |       | Albacete        |
| Commission de l'Aménagement du territoire et du Logement      | Manuela Galiano               | PSOE  |       | Cuenca          |
| Commission de l'Industrie, de l'Énergie et de l'Environnement | Irene Fernández               | PSOE  |       | Albacete        |
| Commission de l'Eau                                           | Antonio Salinas               | PSOE  |       | Ciudad Real     |
| Commission de la Culture, du Tourisme et de l'Artisanat       | Ana Garrido                   | PSOE  |       | Tolède          |
| Commission du Travail et de l'Emploi                          | Marta Abarca                  | PSOE  |       | Albacete        |
| Commission de la Justice et de la Protection citoyenne        | Francisco Gil-Ortega          | PP    |       | Ciudad Real     |
| Commission de la Femme                                        | Mercedes Giner                | PSOE  |       | Tolède          |
| Commission de la Jeunesse et du Sport                         | Isabel Ruiz                   | PSOE  |       | Ciudad Real     |
| Commissions permanentes non-législatives                      |                               |       |       |                 |
| Commission du Règlement et du Statut du député                | Francisco Pardo               | PSOE  |       | Albacete        |
| Commission des Pétitions                                      | Nieves Arriero                | PSOE  |       | Tolède          |
| Commission des Pétitions                                      | Ángeles Herreros (16/11/2009) | PSOE  |       | Ciudad Real     |
| Commission du Contrôle de RTVCM                               | Antonio Guijarro              | PSOE  |       | Tolède          |

## Gouvernement et opposition
| Candidat                  | Date                                    | Vote       |      |    | Résultat |
| Candidat                  | Date                                    | Vote       | PSOE | PP | Résultat |
| José María Barreda (PSOE) | 26 juin 2007 (majorité absolue requise) | Oui        | 26   |    | 26 / 47  |
| José María Barreda (PSOE) | 26 juin 2007 (majorité absolue requise) | Non        |      | 21 | 21 / 47  |
| José María Barreda (PSOE) | 26 juin 2007 (majorité absolue requise) | Abstention |      |    | 0 / 47   |

## Désignations

### Sénateurs
| Parti | Parti | Sénateurs désignés               | Voix |
| ----- | ----- | -------------------------------- | ---- |
| PSOE  |       | Fernando López Carrasco          | 26   |
| PP    |       | María Dolores de Cospedal García | 21   |

- Désignation : 26 juin 2007.
- María Dolores de Cospedal (PP) démissionne en juin 2011.